# Poecilaemula smaragdula
Poecilaemula smaragdula is een hooiwagen uit de familie Cosmetidae.